# Вибрафон
Вибрафон је најмлађи инструмент из групе удараљки, а настао је 1924. године у САД-у. Код вибрафона се испод сваке плочице налазе металне цеви различитих дужина обешене усправно, код којих је доњи крај цеви затворен, а на горњем отвору се налази покретан поклопац - „лептир“. Он се под дејством електричне струје окреће око своје осовине и тако наизменично отвара и затвара резонатор, изазивајучи упадљиво вибрирање јачине звука. Овај инструмент садржи и педал за регулисање трајања одзвука. Опсег вибрафона је од f do f³. Име је добио према речима „вибра“ — вибрирати и „фоне“ — звук. Користи се за музичке ефекте у симфонијском оркестру, као и у џез и забавним оркестрима.
Вибрафон подсећа на маримбафон и челичну маримбу, који је заменио. Једна од главних разлика између вибрафона и осталих удараљки са тастатуром је та што се свака шипка суспендована преко резонаторске цеви са мотором-вођеним лептирастим вентилом на врху. Вентили се међусобно повезују на заједничкој осовини, која производи тремоло или вибрато ефекат док мотор ротира осовину. Вибрафон такође има дамперску педалу слично клавиру. Са подигнутом папучицом, шипке производе утишан звук. Када је педала спуштена, шипке се задрже неколико секунди, или док се педалом не утишају.
Вибрафон се обично користи у џез музици, у којој често игра истакнуту улогу и био је одлучујући елемент звука егзотике „Tiki lounge” средине 20. века, коју је популаризовао Артур Лајман. То је други најпопуларнији перкусиони инструмент са тастатуром у класичној музици, након маримбе, и део је стандардног образовања за удараљке на факултетском нивоу. То је стандардни инструмент у модерној секцији удараљки за оркестре, концертне бендове и марширајуће бендове (као део предњег ансамбла).

## Историја
Око 1916. године, произвођач инструмената Херман Винтерхоф, из компаније Leedy Manufacturing Company, почео је да експериментише са ефектима „vox humana“ на три октаве (F-F) челичне маримбе. Причвршћивањем мотора могао је да створи вибрато ефекте, па отуда и назив „вибрафон“. Овај инструмент пласирала је на тржиште компанија Leedy Manufacturing Company у Сједињеним Државама почев од 1924. године. Међутим, овај инструмент се значајно разликовао од инструмента који се сада назива вибрафон. Лидијев вибрафон није имао механизам за педале и имао је шипке израђене од челика, а не од алуминијума. Лидијев вибрафон постигао је одређени степен популарности након што га је 1924. године водвиљски извођач Луис Франк Чиха користио у новим снимцима „Aloha 'Oe“ и „Gypsy Love Song“.
Популарност Лидијевог инструмента навела је конкурента J.C. Deagan, Inc., изумитеља оригиналне челичне маримбе на којој се заснивао Лидин дизајн, да затражи од свог главног штимера Хенрија Шлутера да развије сличан инструмент 1927. Међутим, уместо да само копира Лидијев дизајн, Шлутер је представио неколико значајних побољшања: уводећи шипке од алуминијума уместо од челика за „мекши“ тон, прилагођавајући димензије и подешавање шипки ради уклањања дисонантних хармоника у Лидијевом дизајну (даље ублажавање тона), и увођење стопалом контролисане заклопка која омогућава музичарима да је свирају са више изражаја. Шлутеров дизајн је стекао већу популарност од Лидијевог дизајна и постао је образац за све инструменте који се сада називају „вибрафон“.
Међутим, када је Диган почео да продаје Шлутеров инструмент 1928. године, назвали су га „вибрахарпа“. Будући да је Диган заштитио име, други произвођачи били су приморани да користе ранији назив „вибрафон“ за своје инструменте који укључују новији дизајн.
Коришћење вибрафона у џезу популаризовао је Лионел Хамптон, џез бубњар из Калифорније. На једној сесији снимања са вођом бенда Лујом Армстронгом, од Хамптона је затражено да свира вибрафон који је заостао у студију. То је резултирало снимањем песме „Memories of You“ 1930. године, песме која се често сматра првом инстанцом импровизованог вибрафонског солоа.
Први класични композитори који су користили вибрафон били су Албан Берг, који га је истакнуто користио у својој опери Лулу 1935. године, и Вилијам Грант Стил, који га је користио у свом делу Кејнтак исте године. Иако вибрафон није коришћен толико често у сфери класичне музике, често се може чути у позоришној или филмској музици, као што је Бернштајнова Прича са западне стране.
Почетна сврха вибрафона била је да дода велики арсенал удараљки које су водвиљски оркестри користили за ефекте новитета. Ова употреба је 1930-их брзо надвладана развојем џез инструмента. Од 2020. године задржава се употреби као џез инструмент и успостављен је као главни инструмент клавирских удараљки, често коришћен за самостална извођења, у камерним ансамблима и модерним оркестарским композицијама.

## Произвођачи
Током 1930-их и 1940-их, сваки произвођач је привлачио своје следбенике у разним специјалностима, али Диганови вибрафони су били модели које су преферирали многи из нове класе специјализованих џез свирача. Диган је склопио договоре о индосаменту са многим водећим музичарима, укључујући Лионела Хамптона и Милта Џаксона. Диганова компанија је престала са радом 1980-их, а њен заштитни знак и патенте је купила Јамаха. Јамаха је наставила да производи инструменте са удараљкама по дизајну Дигана.
Године 1948, компанију Musser Mallet Company је основао Клер Омар Масер, који је био дизајнер у Дигану. Масерова компанија наставља да производи вибрафоне као део компаније Ludwig Drum Company и многи те инструменте сматрају индустријским стандардом.

## Делови вибрафона
Вибрафон се састоји од металног оквира изнад којег су две дрвене летве на којима се налази низ од шест до петнаест плочица од меког метала (алуминијум). Плочице су постављене на постоље (сарон) изнад резонатора од цеви. Цеви су нормално обешене испод плочица и садрже мале лопатице које се окрећу помоћу електричног мотора учвршћеном на десној страни металног оквира. Испод плочица налази се пригушивач звука, на којем се налази полуга која се покреће педалом. Када је педала у горњем положају, полуга се диже и тон је пригушен и прилично је кратак. Поп плочицама се удара палицама које могу бити различите величине, а најчешће имају главу пресвучену вуном. Да би се одсвирао читави акорд, у исто време се користе две, три или чак четири палице.

## Техника свирања
Светски вибрафонисти се грубо могу поделити у две групе, они који свирају с две палице и они са четири, док у стварности таква подела и није случај. Многи свирачи бирају између две, три и четири палице, што зависи од музичког захтева и њеној ситуацији.
Одређеним бројем палица приликом извођења музике добивају се различити звукови и стилови. У новије доба те разлике нису толико опсежне као што су биле када је Гари Бертон први пут представио свјету стил са четири палице, али још увек постоје у великој мери.